# Coppa Italia Dilettanti (Fase Eccellenza) 1997-1998 - Tabellini
Questa voce raccoglie i tabellini delle partite della fase Eccellenza della Coppa Italia Dilettanti 1997-1998

## Fase eliminatoria a gironi
Le 19 squadre partecipanti al primo turno (18-25-1º marzo/aprile) sono state divise in 8 gironi:
- I gironi A, B e F sono composti da 3 squadre;
- I gironi C, D, E, G e H sono composti da 2 squadre.

I giorni sono stati sorteggiati come segue:
| Girone A   | Girone B        | Girone C   | Girone D     | Girone E     | Girone F | Girone G    | Girone H |
| ---------- | --------------- | ---------- | ------------ | ------------ | -------- | ----------- | -------- |
| Lascaris   | Benacense 1905  | Bagnolese  | Civitanovese | Aprilia      | Isernia  | Pescopagano | Palmese  |
| Sestrese   | Sacilese        | Larcianese | Tiberis      | Villacidrese | Lanciano | Squinzano   | Siracusa |
| Stezzanese | Vittorio Veneto |            |              |              | Sorrento |             |          |

### Girone A
- Lascaris - Pianezza (TO) - Piemonte-Valle d'Aosta
- Sestrese - Genova (GE) - Liguria
- Stezzanese - Stezzano (BG) - Lombardia

#### Incontri
| Data       | Ora   | Squadra #1 | Squadra #2 | Risultato | Riposa     |
| ---------- | ----- | ---------- | ---------- | --------- | ---------- |
| 18.03.1998 | 15:00 | Sestrese   | Lascaris   | 0 - 1     | Stezzanese |
| 25.03.1998 | 15:00 | Stezzanese | Sestrese   | 1 - 1     | Lascaris   |
| 01.04.1998 | 15:00 | Lascaris   | Stezzanese | 1 - 1     | Sestrese   |

#### Classifica
| Squadra       | Pt | G | V | N | P | RF | RS | DR |
| ------------- | -- | - | - | - | - | -- | -- | -- |
| 1. Lascaris   | 4  | 2 | 1 | 1 | 0 | 2  | 1  | +1 |
| 2. Stezzanese | 2  | 2 | 0 | 2 | 0 | 2  | 2  | +0 |
| 3. Sestrese   | 1  | 2 | 0 | 1 | 1 | 1  | 2  | -1 |

### Girone B
- Benacense Riva - Riva del Garda (TN) - Trentino-Alto Adige
- Sacilese - Sacile (PN) - Friuli-Venezia Giulia
- Vittorio Veneto - Vittorio Veneto (TV) - Veneto

#### Incontri
| Data       | Ora   | Squadra #1      | Squadra #2      | Risultato | Riposa          |
| ---------- | ----- | --------------- | --------------- | --------- | --------------- |
| 18.03.1998 | 15:00 | Benacense 1905  | Sacilese        | 1 - 0     | Vittorio Veneto |
| 25.03.1998 | 15:00 | Sacilese        | Vittorio Veneto | 0 - 1     | Benacense 1905  |
| 01.04.1998 | 15:00 | Vittorio Veneto | Benacense 1905  | 2 - 1     | Sacilese        |

| Arbitro: | Giacalone (Vigevano) |

|                      |           |  |
| Bertamini 35’ (rig.) | Marcatori |  |

| Arbitro: | Furia (Carrara) |

|  |           |             |
|  | Marcatori | 45’ Toffoli |

#### Classifica
| Squadra            | Pt | G | V | N | P | RF | RS | DR |
| ------------------ | -- | - | - | - | - | -- | -- | -- |
| 1. Vittorio Veneto | 6  | 2 | 2 | 0 | 0 | 3  | 1  | +2 |
| 2. Benacense 1905  | 3  | 2 | 1 | 0 | 1 | 2  | 2  | +0 |
| 3. Sacilese        | 0  | 2 | 0 | 0 | 2 | 0  | 2  | -2 |

### Girone C
- Bagnolese - Bagnolo in Piano (RE) - Emilia-Romagna
- Larcianese - Larciano (PT) - Toscana

#### Incontri
| Data       | Ora   | Squadra #1 | Squadra #2 | Risultato |
| ---------- | ----- | ---------- | ---------- | --------- |
| 18.03.1998 | 15:00 | Bagnolese  | Larcianese | 1 - 1     |
| 01.04.1998 | 15:00 | Larcianese | Bagnolese  | 0 - 0     |

Qualificata/o:  Larcianese

### Girone D
- Civitanovese - Civitanova Marche (MC) - Marche
- Tiberis - Umbertide (PG) - Umbria

#### Incontri
| Data       | Ora   | Squadra #1   | Squadra #2   | Risultato |
| ---------- | ----- | ------------ | ------------ | --------- |
| 18.03.1998 | 15:00 | Civitanovese | Tiberis      | 1 - 1     |
| 01.04.1998 | 15:00 | Tiberis      | Civitanovese | 1 - 3     |

Qualificata/o:  Civitanovese

### Girone E
- Aprilia - Aprilia (LT) - Lazio
- Villacidrese - Villacidro (VS) - Sardegna

#### Incontri
| Data       | Ora   | Squadra #1   | Squadra #2   | Risultato |
| ---------- | ----- | ------------ | ------------ | --------- |
| 18.03.1998 | 15:00 | Villacidrese | Aprilia      | 0 - 1     |
| 01.04.1998 | 15:00 | Aprilia      | Villacidrese | 0 - 0     |

Qualificata/o:  Aprilia

### Girone F
- Isernia - Isernia (IS) - Molise
- Lanciano - Lanciano (CH) - Abruzzo
- Sorrento - Sorrento (NA) - Campania

#### Incontri
| Data       | Ora   | Squadra #1 | Squadra #2 | Risultato | Riposa   |
| ---------- | ----- | ---------- | ---------- | --------- | -------- |
| 18.03.1998 | 15:00 | Isernia    | Lanciano   | 0 - 2     | Sorrento |
| 25.03.1998 | 15:00 | Sorrento   | Isernia    | 2 - 0     | Lanciano |
| 01.04.1998 | 15:00 | Lanciano   | Sorrento   | 2 - 0     | Isernia  |

#### Classifica
| Squadra     | Pt | G | V | N | P | RF | RS | DR |
| ----------- | -- | - | - | - | - | -- | -- | -- |
| 1. Lanciano | 6  | 2 | 2 | 0 | 0 | 4  | 0  | +4 |
| 2. Sorrento | 3  | 2 | 1 | 0 | 1 | 2  | 2  | +0 |
| 3. Isernia  | 0  | 2 | 0 | 0 | 2 | 0  | 4  | -4 |

### Girone G
- Pescopagano - Pescopagano (PZ) - Basilicata
- Squinzano - Squinzano (LE) - Puglia

#### Incontri
| Data       | Ora   | Squadra #1  | Squadra #2  | Risultato |
| ---------- | ----- | ----------- | ----------- | --------- |
| 18.03.1998 | 15:00 | Pescopagano | Squinzano   | 1 - 0     |
| 01.04.1998 | 15:00 | Squinzano   | Pescopagano | 4 - 1     |

Qualificata/o:  Squinzano

### Girone H
- Palmese - Palmi (RC) - Calabria
- Siracusa - Siracusa (SR) - Sicilia

#### Incontri
| Data       | Ora   | Squadra #1 | Squadra #2 | Risultato |
| ---------- | ----- | ---------- | ---------- | --------- |
| 18.03.1998 | 15:00 | Siracusa   | Palmese    | 0 - 0     |
| 01.04.1998 | 15:00 | Palmese    | Siracusa   | 2 - 0     |

Qualificata/o:  Palmese

## Fase a eliminazione diretta

### Quarti di Finale
| Data       | Ora   | Squadra #1      | Squadra #2   | Risultato |
| ---------- | ----- | --------------- | ------------ | --------- |
| 15.04.1998 | 16:00 | Lascaris        | Larcianese   | 1 - 0     |
| 15.04.1998 | 16:00 | Vittorio Veneto | Civitanovese | 1 - 1     |
| 15.04.1998 | 16:00 | Lanciano        | Aprilia      | 1 - 0     |
| 15.04.1998 | 16:00 | Squinzano       | Palmese      | 4 - 0     |

| Data       | Ora   | Squadra #1   | Squadra #2      | Risultato          | Qualificata/o |
| ---------- | ----- | ------------ | --------------- | ------------------ | ------------- |
| 22.04.1998 | 16:00 | Larcianese   | Lascaris        | 1 - 0 (4-2 d.c.r.) | Larcianese    |
| 22.04.1998 | 16:00 | Civitanovese | Vittorio Veneto | 1 - 1 (4-2 d.c.r.) | Civitanovese  |
| 22.04.1998 | 16:00 | Aprilia      | Lanciano        | 1 - 1              | Lanciano      |
| 22.04.1998 | 16:00 | Palmese      | Squinzano       | 0 - 1              | Squinzano     |

### Semifinali
| Data       | Ora   | Squadra #1 | Squadra #2   | Risultato |
| ---------- | ----- | ---------- | ------------ | --------- |
| 29.04.1998 | 16:00 | Larcianese | Civitanovese | 4 - 0     |
| 29.04.1998 | 16:00 | Lanciano   | Squinzano    | 2 - 1     |

| Data       | Ora   | Squadra #1   | Squadra #2 | Risultato | Qualificata/o |
| ---------- | ----- | ------------ | ---------- | --------- | ------------- |
| 06.05.1998 | 16:00 | Civitanovese | Larcianese | 2 - 1     | Larcianese    |
| 06.05.1998 | 16:00 | Squinzano    | Lanciano   | 2 - 0     | Squinzano     |

### Finali
|           | 17/05/1998 | 24/05/1998         |            |
| --------- | ---------- | ------------------ | ---------- |
| Squinzano | 1 - 0      | 0 - 1 (1-4 d.c.r.) | Larcianese |